# Cvlt Ov The Svn
Cvlt Ov The Svn (також відомий як COTS або більш традиційне написання Cult of the Sun) — фінський метал-гурт, створений у 2018 році. Музика гурту була класифікована як окультний рок, готичний рок, блек-метал.

## Історія
Гурт Cvlt Ov The Svn називає свій музичний жанр «Occult Murder Pop». Учасники гурту залишаються анонімними, оскільки є «музикантами, відомими у Фінляндії».
Гурт Cvlt Ov The Svn підписав контракт з лейблом Napalm Records.
У 2018 році гурт випустив сингли «The Murderer» та «Whore Of Babylon».
У 2021 році вони випустили свій дебютний повноформатний альбом, We Are The Dragon, який отримав посередні відгуки, три з п'яти зірок як від Soundi, так і від Inferno.
Безіменний лідер гурту згадав про тематичний вплив таких фільмів, як «Екзорцист» і «Дев’ята брама», а також про музичне натхнення від таких гуртів, як Type O Negative, Marilyn Manson, Turbonegro, Ghost, Pantera, Backyard Babies і навіть Roxette. А також додав, що в минулому він був блек-метал барабанщиком.

## Дискографія
Адаптовано з Bandcamp і Spotify.

### Альбоми
- We Are The Dragon (травень 2021, Napalm Records)

### Сингли
- The Murderer (October 2018)
- Whore Of Babylon (December 2018)
- You Could Be Mine (April 2023)
- Square Hammer (October 2023)

### Музичні кліпи
- The Pit (May 2019)
- Luna in the Sky Forever (September 2019)
- My Venom (March 2021)